# Jean-Baptiste Macquet
Pour les articles homonymes, voir Macquet.
Jean-Baptiste Macquet est un rameur français, né le 2 juillet 1983 à Dieppe. 

## Carrière
Il commence sa carrière de rameur en famille en 1995 à l’âge de 13 ans. C’est grâce à cet environnement familial et à son gabarit adapté à l’aviron que Jean-Baptiste se lance rapidement dans la compétition[réf. nécessaire]. Il intègre l’équipe de France en 2001. 
Pour les JO d’Athènes en 2004, il obtient la sixième place en huit de pointe avec barreur. Quatre ans plus tard, pour sa deuxième participation aux Jeux olympiques, il se classe 5e en deux de couple, à deux longueurs du podium olympique.  
En 2011, afin de préparer au mieux les Jeux olympiques de Londres en 2012, Jean-Baptiste intègre le dispositif Athlètes SNCF en tant qu'agent commercial voyageurs à Nancy. Malgré cela, il n'est pas sélectionné pour ces JO.  
Il obtient par la suite de nombreux titres ainsi que de nombreuses médailles aux Championnats de France, d’Europe et du monde.

## Palmarès

### Jeux olympiques
- 2004 à Athènes,  Grèce
  - 6e en huit avec barreur
- 2008 à Pékin,  Chine
  - 5e en deux de couple

### Championnats du monde d'aviron
- 2003 à Milan,  Italie
  - 4e en quatre avec barreur
- 2005 à Gifu,  Japon
  - 7e en deux de couple
- 2006 à Eton,  Angleterre
  -  Médaille d'or en deux de couple
- 2007 à Munich,  Allemagne
  -  Médaille d'argent en deux de couple
- 2009 à Poznań,  Pologne
  - 5e en quatre de couple
- 2010 à Karapiro,  Nouvelle-Zélande
  -  Médaille d'or en quatre de pointe
- 2011 à Bled  Slovénie
  - 13e en quatre de pointe
- 2013 à Chungju  Corée du Sud
  - 5e en huit de pointe
- 2014 à Amsterdam  Pays-Bas
  - 9e en quatre de couple
- 2015 à Aiguebelette  France
  - 6e en deux avec barreur

### Coupe du Monde
- Médaille d’or au classement général en deux de couple en 2006
- Médaille de bronze au classement général en quatre de pointe sans barreur en 2010

### Championnats d'Europe d'aviron
- 2008 à Athènes,  Grèce
  -  Médaille d'or en huit de pointe avec barreur
- 2009 à Brest,  France
  -  Médaille de bronze en huit de pointe avec barreur

### Championnat de France
- Médaille de bronze en deux de couple – 2009
- Médaille d’or en deux de pointe sans barreur – 2010
- Médaille d’or en deux de couple – 2011
- Médaille d’argent  en deux de pointe sans barreur – 2011
- Médaille d'or en double - 2012
- Médaille d'or en double - 2013
- Médaille d’argent en skiff - 2013